# Dennis Goossens
Dennis Goossens (né le 16 décembre 1993 à Lokeren) est un gymnaste belge.
Il se qualifie pour la finale des anneaux lors des Jeux olympiques de 2016.